# ضفدع سام
الضفدع السام (المعروف أيضًا باسم ضفدع السهم السام) هو الاسم الشائع لمجموعة من الضفادع الاستوائية في أمريكا الوسطى والجنوبية في عائلة Dendrobatidae. تنشط هذه الأنواع خلال النهار وغالبًا ما يكون لها أجسام ذات ألوان زاهية. هذا اللون اللامع مرتبط بسمية الأنواع مما يجعل هذه الضفادع تستخدم التحذير اللوني كوسيلة دفاعية. تتميز بعض أنواع الضفادع في هذه العائلة بألوان زاهية بشكل استثنائي وسمية كبيرة، في حين أن البعض الآخر له ألوان مموهة وسمية قليلة أو معدومة. تستمد الأنواع ذات السمية الكبيرة هذه الميزة من نظامها الغذائي المكون من النمل والعث والنمل الأبيض. ومع ذلك، فإن الأنواع الأخرى التي تظهر عليها ألوان مموهة وسمية منخفضة أو معدومة تتغذى على مجموعة متنوعة أكبر بكثير من الفرائس. العديد من أنواع هذه العائلة مهددة بالإنقراض بسبب تعدي البنية التحتية البشرية على موائلها.